# Kerteminde Fjord
Kerteminde Fjord är en fjord i Danmark. Den ligger i Region Syddanmark, i den sydöstra delen av landet. Kerteminde Fjord ligger vid ön Fyn. Den ansluter till Stora Bält.